# Yayi Boni

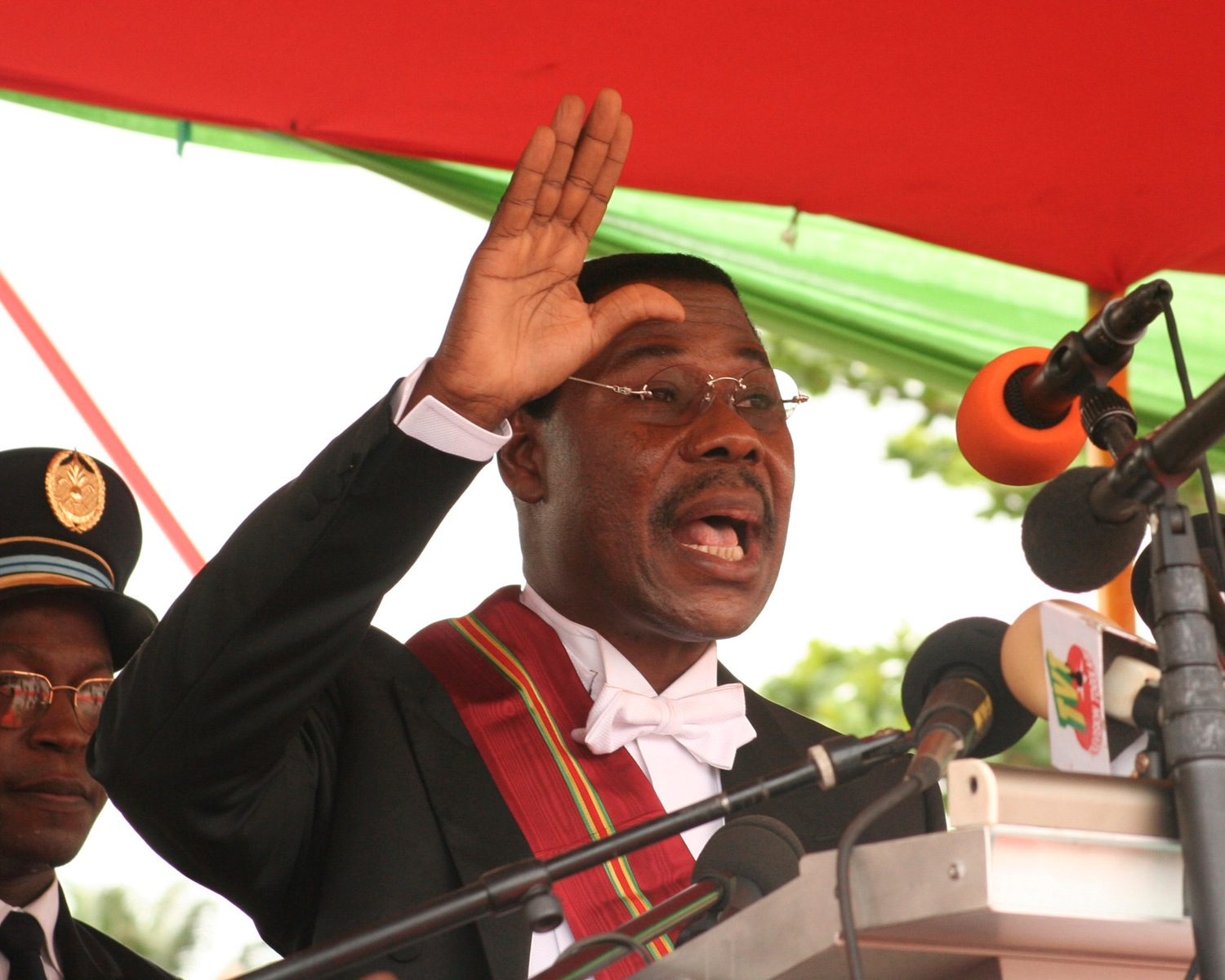
Yayi Boni podczas inauguracji prezydentury, 2006

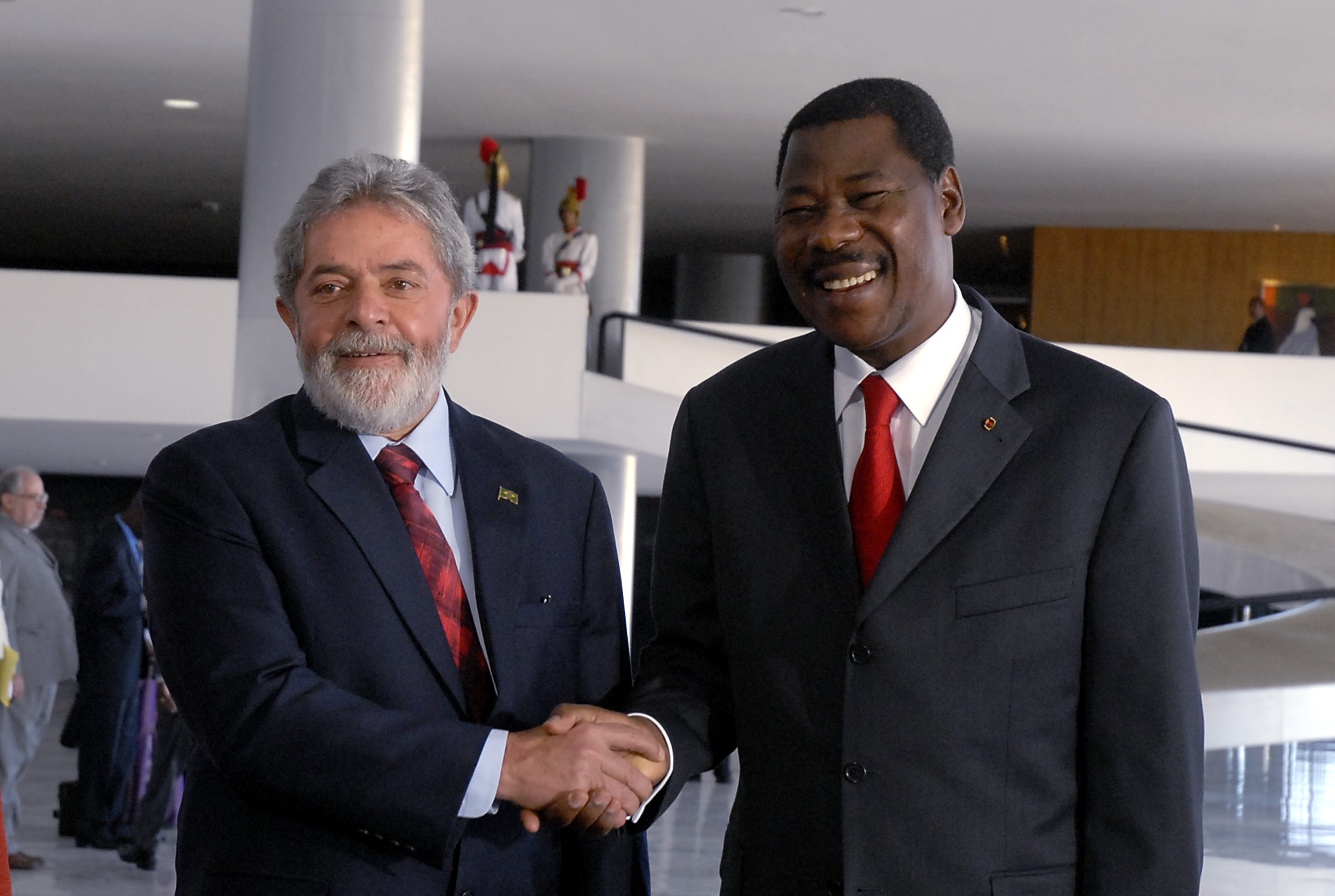
Yayi Boni i prezydent Brazylii Luiz Inácio Lula da Silva, 2007

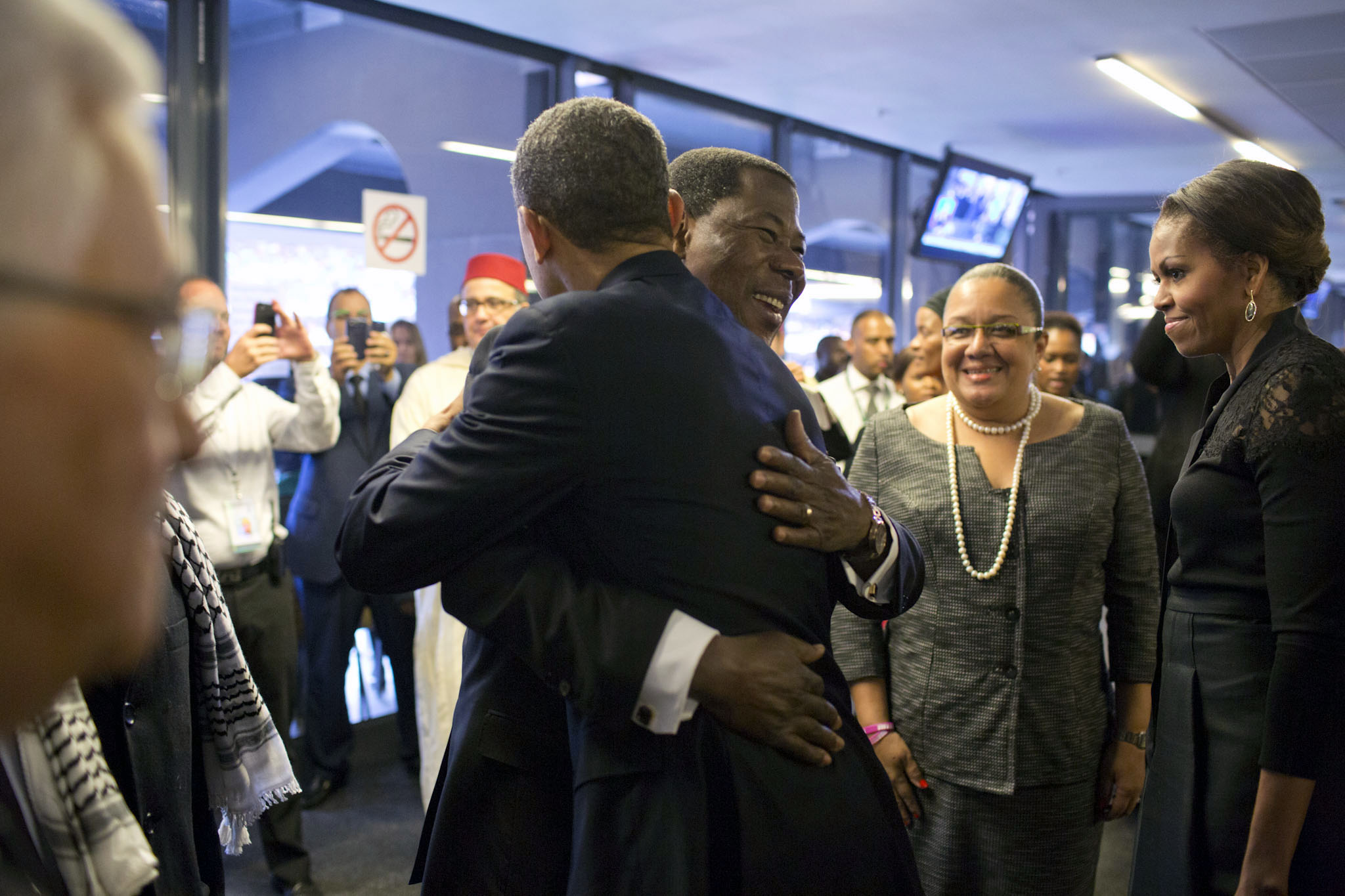
Yayi Boni podczas powitania
z Barackiem Obamą, 2013

Thomas Yayi Boni (ur. 1 lipca 1952 w Tchaourou) – beniński ekonomista i polityk, prezydent Beninu od 6 kwietnia 2006 do 6 kwietnia 2016.

## Edukacja
Yayi Boni urodził się w 1952 w Tchaourou w Departamencie Borgou w ówczesnej francuskiej kolonii Dahomej. Kształcił się w stolicy departamentu, Parakou, gdzie w 1972 zakończył edukację na poziomie średnim. Następnie studiował ekonomię na Narodowym Uniwersytecie Beninu. Ukończył również studia z dziedziny bankowości na Uniwersytecie Cheikha Anta Diopa w Dakarze w Senegalu. Na dalsze studia wyjechał do Francji, gdzie studiował bankowość i nauki polityczne na Uniwersytecie w Orleanie i na Sorbonie w Paryżu. Na tym ostatnim w 1986 uzyskał tytuł doktora ekonomii.

## Kariera zawodowa
W latach 1974–1977 pracował w Banku Handlowym Beninu, a następnie od 1980 do 1988 w Centralnym Banku Państw Afryki Zachodniej (BCEAO) z siedzibą w Dakarze, zostając jego wicedyrektorem. W 1988 został wicedyrektorem ds. rozwoju w Zachodnioafrykańskim Centrum Studiów Bankowości. W latach 1992–1994 pracował w biurze prezydenta Nicéphore'a Soglo, będąc odpowiedzialnym za politykę monetarną i bankową. W 1994 został mianowany dyrektorem Zachodnioafrykańskiego Banku Rozwoju (BOAD). Za swoje zasługi w promowaniu rozwoju w Afryce otrzymał Narodowy Order Zasługi Republiki Francuskiej.
Yayi Boni urodzony w rodzinie muzułmańskiej, przeszedł na ewangelikalizm. Jest żonaty z Chantal de Souza i ma pięcioro dzieci.

## Prezydent Beninu
W 2005 Yayi Boni rozpoczął działalność polityczną, gdy zdecydował się wziąć udział w wyborach prezydenckich. Wieloletni prezydent Mathieu Kérékou i jego rywal Nicéphore Soglo zgodnie z prawem nie mogli wystartować w wyborach z powodu przekroczenia dopuszczalnego wieku 70 lat. W lipcu 2005 prezydent Kérékou zdecydował, że nie będzie zmieniał konstytucji i nie weźmie udziału w nadchodzących wyborach. Umożliwiało to szansę na start politykom młodszego pokolenia. 
W pierwszej turze wyborów 5 marca 2006, mało znany opinii społecznej i niezależny Yayi Boni zajął pierwsze miejsce z wynikiem 35,5% głosów poparcia. Drugie miejsce zdobył Adrien Houngbédji, były przewodniczący Zgromadzenia Narodowego i wieloletni lider opozycji. Ponieważ żaden z kandydatów nie zdobył bezwzględnej większości głosów, 17 marca 2006 Boni zmierzył się z Houngbédjim w drugiej turze wyborów. Uzyskał w niej 74,6%, zdecydowanie wygrywając z rywalem. Wybory uznane zostały za wolne i demokratyczne. Houngbedji zaakceptował wyniki i złożył gratulacje zwycięzcy. 6 kwietnia 2006 Yayi Boni został uroczyście zaprzysiężony na stanowisku prezydenta. 20 tysięcy osób świętowało na ulicach Porto-Novo pokojowe przekazanie władzy w kraju.
15 marca 2007 prezydent Boni przeżył próbę zamachu na swoje życie w czasie powrotu ze spotkania wyborczego przed wyborami parlamentarnymi. Nieznani sprawcy ściętymi drzewami zatarasowali drogę kolumnie prezydenckiej i otworzyli w jej kierunku ogień. Kule nie dosięgły prezydenta, gdyż jechał innym samochodem niż zazwyczaj. W wymianie ognia rannych zostało kilka osób ze straży prezydenta.
W wyborach parlamentarnych w kwietniu 2007 koalicja popierająca prezydenta Boniego zdobyła najwięcej mandatów w Zgromadzeniu Narodowym, a rok później zwyciężyła w wyborach regionalnych. 
W sierpniu 2010 grupa 83 deputowanych złożyła w parlamencie wniosek o pociągnięcie prezydenta do odpowiedzialności politycznej za tzw. aferę Ponzi i usunięcie go z urzędu (impeachment). W czerwcu 2010 w Beninie doszło do afery finansowej, kiedy okazało się, że korporacja Investment Consultancy and Computering Services, działająca jako firma bankowa, oszukała i zdefraudowała oszczędności ponad 130 tys. obywateli o łącznej wartości 130 mln USD. 1 lipca 2010 została zamknięta, a kilkadziesiąt jej pracowników aresztowanych. Opozycja o powiązania ze skandalem oskarżyła prezydenta Boniego, który w ukazywał się publicznie w telewizji z właścicielami firmy. Boni zaprzeczył jednak jej wspieraniu. W lipcu zdymisjonował ministra spraw wewnętrznych. W sierpniu grupa opozycyjnych deputowanych wystąpiła z wnioskiem o impeachment prezydenta, jednak nie uzyskał on w parlamencie wymaganego poparcia. Afera Ponzi nadszarpnęła jednakże wizerunek władz i szefa państwa. 
W styczniu 2011 prezydent Boni ogłosił organizację nowych wyborów prezydenckich, które ostatecznie odbyły się 13 marca 2011. Wśród 14 kandydatów pozostawał jednym z faworytów do zwycięstwa. W wyborach uzyskał reelekcję, zdobywając ponad 53% głosów poparcia i po raz drugi pokonując Adriena Houngbédjiego (niecałe 36%). Houngbédji odrzucił wyniki głosowania, jednak międzynarodowi obserwatorzy uznali je za wolne i przejrzyste, pomimo zaistniałych problemów organizacyjnych.